# Săpata
Săpata é uma comuna romena localizada no distrito de Argeş, na região de Muntênia. A comuna possui uma área de 47.27 km² e sua população era de 1902 habitantes segundo o censo de 2007.